# 特色ある大学教育支援プログラム
特色ある大学教育支援プログラム（とくしょくあるだいがくきょういくしえんプログラム、以下、特色GP:Good Practice）では、特色があり優れている大学教育システムが選ばれ、そのシステムに対し財政支援が行われる。平成15年度から実施されている。教育システム支援には他に現代的教育ニーズ取組支援プログラム（現代GP）などがある。
当初は、優れた研究に助成をする21世紀COEプログラムの教育版としてとらえられ、それになぞらえてCOL(Center Of Learning)と呼ばれていた。
平成20年度からは、現代GPと合わせて発展的に「質の高い大学教育推進プログラム」（教育GP）へと統合された。
平成19年度予算額は31億円である。
特色GPの実施目的として文部科学省は
- 特色があり優れた教育について広く社会に情報提供する
- 大学の職員・教員等に対してのインセンティブとなる事に期待
- 高等教育における活性化の促進

などを上げている。
特色GPの選定は「特色GP実施委員会」が行っており、この組織は（財）大学基準協会が中心となり運営されている。
　

## 採用
- 平成15年度： 80件/664件(採択/応募)採択率0.120
- 平成16年度： 58件/534件(採択/応募)採用率0.109
- 平成17年度： 47件/410件(採択/応募)採用率0.115

以下に特色GPに選定された大学名を記す。カッコ内の数字は採用年度。"共同"は共同採択。

### 国立大学
- 北海道教育大学（17）
- 千葉大学（17）
- 東京医科歯科大学（17）
- 上越教育大学（17）
- 愛知教育大学（17）
- 鹿児島大学（17）
- 京都教育大学（17共同）
- 京都工芸繊維大学（17共同）
- 群馬大学（16）
- 一橋大学（16）
- 信州大学（16）
- 静岡大学（16）
- 三重大学（16）
- 大阪大学（16）
- 岡山大学（16,17）
- 広島大学（16,17共同）
- 山口大学（16,17,17共同）
- 愛媛大学（16）
- 福岡教育大学（16）
- 北海道大学（15,16）
- 東北大学（15,17）
- 秋田大学（15）
- 筑波大学（15,17）
- 東京大学（15）
- 東京外国語大学（15,16）
- 東京工業大学（15）
- 電気通信大学（15）
- 長岡技術科学大学（15）
- 福井大学（15,17）
- 岐阜大学（15,16）
- 名古屋大学（15,16）
- 豊橋技術科学大学（15）
- 京都大学（15,16,17共同）
- 奈良教育大学（15）
- 和歌山大学（15）
- 鳥取大学（15）
- 徳島大学（15）
- 香川医科大学（15）
- 九州大学（15）
- 佐賀大学（15）
- 長崎大学（15,15共同,16）
- 熊本大学（15,16）
- 新潟大学（15共同）
- 富山大学（15共同）

### 公立大学
- 都留文科大学（19）
- 埼玉県立大学（17）
- 横浜市立大学（17）
- 京都市立芸術大学（17共同）
- 京都府立大学（17共同）
- 京都府立医科大学（17共同）
- 岩手県立大学（16）
- 茨城県立医療大学（16）
- 宮崎県立看護大学（16）
- 秋田県立大学 （15）
- 会津大学（15）
- 高崎経済大学（15）
- 金沢美術工芸大学（15）
- 広島市立大学（15）
- 大分県立看護科学大学（15）

### 私立大学
- 名古屋商科大学（18）
- 東北福祉大学（17）
- 日本工業大学（17）
- 千葉工業大学（17）
- 千葉商科大学（17）
- 多摩美術大学（17）
- 立教大学（17）
- フェリス女学院大学（17）
- 大同大学（17）
- 関西大学（17）
- 関西学院大学（17）
- 神戸女学院大学（17）
- 沖縄国際大学（17）
- 大谷大学（17共同）
- 京都外国語大学（17共同）
- 京都学園大学（17共同）
- 京都光華女子大学（17共同）
- 京都嵯峨芸術大学（17共同）
- 京都産業大学（17共同）
- 京都女子大学（17共同）
- 京都創成大学（17共同）
- 京都橘大学（17共同）
- 京都ノートルダム女子大学（17共同）
- 京都文教大学（17共同）
- 京都薬科大学（17共同）
- 種智院大学（17共同）
- 成安造形大学（17共同）
- 同志社女子大学（17共同）
- 花園大学（17共同）
- 平安女学院大学（17共同）
- 明治鍼灸大学（17共同）
- 龍谷大学（17共同）
- 大阪成蹊大学（17共同）
- 北星学園大学（16）
- 共立薬科大学（16）
- 津田塾大学（16）
- 東京医科大学（16,17）
- 女子美術大学（16）
- 目白大学（16）
- 南山大学（16）総合政策学部「アジアを重視した国際教育の質的向上」
- 名城大学（16）
- 京都精華大学（16,17,17共同）
- 同志社大学（16,17共同）
- 佛教大学（16,17共同）
- 大阪産業大学（16）
- 大阪商業大学（16）
- 関西国際大学（16）
- 帝塚山大学（16）
- 高知工科大学（16）
- 千歳科学技術大学（15）
- 北海道医療大学（15）
- 自治医科大学（15）
- 神田外語大学（15）
- 北里大学（15）
- 慶應義塾大学（15,15共同,16,17）
- 工学院大学（15,16）
- 国際基督教大学（15）
- 上智大学（15）
- 創価大学（15）
- 中央大学（15,16）
- 東京慈恵会医科大学（15,17）
- 東京女子大学（15）
- 東京女子医科大学（15）
- 東京都市大学（旧武蔵工業大学）（15、15共同）
- 東京農業大学（15）
- 東京理科大学（15、15共同）
- 武蔵野大学（15）
- 明治大学（15、15共同）
- 明治学院大学（15）
- 早稲田大学（15、15共同,17）
- 金沢工業大学（15）
- 愛知大学（15）
- 日本福祉大学（15,17）
- 京都造形芸術大学（15,17共同）
- 立命館アジア太平洋大学（15）
- 近畿大学（15共同）
- 拓殖大学（15共同）
- 東海大学（15共同,16）
- 東京工科大学（15共同,17）
- 東京電機大学（15共同,17）
- 立命館大学（15共同,17共同）
- 芝浦工業大学（15共同）
- 岡山理科大学(15共同）
- 吉備国際大学

### 短期大学
- 富山県立大学短期大学部（17）
- 山梨県立看護大学短期大学部（17）
- 島根県立島根女子短期大学（17）
- 千葉明徳短期大学（17）
- 創価女子短期大学（17）
- 日本大学短期大学部（17）
- 宝仙学園短期大学（17）
- 明倫短期大学（17）
- 岡山短期大学（17）
- 九州女子短期大学（17）
- 池坊短期大学（17共同）
- 大谷大学短期大学部（17共同）
- 華頂短期大学（17共同）
- 京都経済短期大学（17共同）
- 京都光華女子大学短期大学部（17共同）
- 京都嵯峨芸術大学短期大学部（17共同）
- 京都女子大学短期大学部（17共同）
- 京都短期大学（17共同）
- 京都文教短期大学（17共同）
- 聖母女学院短期大学（17共同）
- 平安女学院大学短期大学部（17共同）
- 高岡短期大学（16）
- 新見公立短期大学（16）
- 大分県立芸術文化短期大学（16）
- 北海道浅井学園大学短期大学部（16）
- 山形短期大学（16）
- 国際学院埼玉短期大学（16）
- 産能短期大学（16）
- 上智大学短期大学部（16）
- 湘北短期大学（16）
- 金城大学短期大学部（16）
- 藤田保健衛生大学短期大学（16）
- 京都外国語短期大学（16,17共同）
- 久留米信愛女学院短期大学（16）
- 鹿児島純心女子短期大学（16）
- 国立筑波技術短期大学（15）
- 公立岐阜市立女子短期大学（15）
- 北星学園大学短期大学部（15）
- 桜の聖母短期大学（15）
- 千葉経済大学短期大学部（15,17）
- 青山学院女子短期大学（15）
- 自由が丘産能短期大学（15）
- 日本赤十字武蔵野短期大学（15）
- 湘北短期大学（15）
- 新潟工業短期大学（15）
- 新潟中央短期大学（15）
- 富山短期大学（15）
- 山梨学院短期大学（15,15共同）
- 松本大学松商短期大学部（15）
- 龍谷大学短期大学部（15,17共同）
- 大阪女学院短期大学（15）
- 関西外国語大学短期大学部（15）
- 安田女子短期大学（15）
- 香蘭女子短期大学（15）
- 佐賀短期大学（15）
- 宮崎学園短期大学（15）
- 文化女子大学短期大学部（15共同）